# Clásica Jaén Paraíso Interior 2023
La 2.ª edición de la clásica ciclista Clásica Jaén Paraíso Interior fue una carrera en España celebrada el 13 de febrero de 2023 con inicio en la ciudad de Úbeda y final en la ciudad de Baeza sobre un recorrido de 178,9 kilómetros.
La carrera formó parte del UCI Europe Tour 2023, calendario ciclístico de los Circuitos Continentales UCI, dentro de la categoría 1.1 y fue ganada por el esloveno Tadej Pogačar del UAE Emirates. Completaron el podio, como segundo y tercer clasificado respectivamente, el británico Ben Turner del INEOS Grenadiers y el belga Tim Wellens del mismo equipo que el vencedor.

## Equipos participantes
Tomaron parte en la carrera 16 equipos: 7 de categoría UCI WorldTeam, 8 de categoría UCI ProTeam y 1 de categoría Continental. Formaron así un pelotón de 112 ciclistas de los que acabaron 65. Los equipos participantes fueron:
| WorldTeams (7)- Arkéa-Samsic - Astana Qazaqstan Team - Cofidis - Ineos Grenadiers - Intermarché-Circus-Wanty - Movistar Team - UAE Team Emirates ProTeams (8)- Burgos-BH - Caja Rural-Seguros RGA - Equipo Kern Pharma - Euskaltel-Euskadi - Israel-Premier Tech - Lotto Dstny - Q36.5 Pro Cycling Team - Team Flanders-Baloise Equipo continental- Electro Hiper Europa |
| |

## Clasificación final
- La clasificación finalizó de la siguiente forma:[3]

| \| Clasificación general \| Clasificación general \| Clasificación general \| Clasificación general \| Clasificación general \| \| Ciclista \| Ciclista \| Equipo \| Tiempo \| \| \| --------------------- \| ------------------------ \| ------------------------ \| --------------------- \| --------------------- \| \| 1.º \| Tadej Pogačar \| UAE Team Emirates \| 4 h 36 min 41 s \| \| \| 2.º \| Ben Turner \| Ineos Grenadiers \| + 49 s \| \| \| 3.º \| Tim Wellens \| UAE Team Emirates \| + 49 s \| \| \| 4.º \| Marc Hirschi \| UAE Team Emirates \| + 1 min 17 s \| \| \| 5.º \| Andreas Kron \| Lotto Dstny \| + 1 min 17 s \| \| \| 6.º \| Ben Tulett \| Ineos Grenadiers \| + 1 min 17 s \| \| \| 7.º \| Lorenzo Rota \| Intermarché-Circus-Wanty \| + 1 min 17 s \| \| \| 8.º \| Georg Zimmermann \| Intermarché-Circus-Wanty \| + 1 min 31 s \| \| \| 9.º \| Warren Barguil \| Arkéa-Samsic \| + 1 min 31 s \| \| \| 10.º \| Gorka Izagirre \| Movistar Team \| + 1 min 31 s \| \| \| 11.º \| Walter Calzoni \| Q36.5 Pro Cycling Team \| + 1 min 33 s \| \| \| 12.º \| José Manuel Díaz Gallego \| Burgos-BH \| + 1 min 34 s \| \| \| 13.º \| Matteo Trentin \| UAE Team Emirates \| + 1 min 56 s \| \| \| 14.º \| Mads Würtz \| Israel-Premier Tech \| + 1 min 56 s \| \| \| 15.º \| Pascal Eenkhoorn \| Lotto Dstny \| + 1 min 56 s \| \| |                          |                          |                 |
| |                          |                          |                 |
| Fuente: ProCyclingStats |                          |                          |                 |
| Clasificación general |                          |                          |                 |
| Ciclista | Ciclista                 | Equipo                   | Tiempo          |
| 1.º | Tadej Pogačar            | UAE Team Emirates        | 4 h 36 min 41 s |
| 2.º | Ben Turner               | Ineos Grenadiers         | + 49 s          |
| 3.º | Tim Wellens              | UAE Team Emirates        | + 49 s          |
| 4.º | Marc Hirschi             | UAE Team Emirates        | + 1 min 17 s    |
| 5.º | Andreas Kron             | Lotto Dstny              | + 1 min 17 s    |
| 6.º | Ben Tulett               | Ineos Grenadiers         | + 1 min 17 s    |
| 7.º | Lorenzo Rota             | Intermarché-Circus-Wanty | + 1 min 17 s    |
| 8.º | Georg Zimmermann         | Intermarché-Circus-Wanty | + 1 min 31 s    |
| 9.º | Warren Barguil           | Arkéa-Samsic             | + 1 min 31 s    |
| 10.º | Gorka Izagirre           | Movistar Team            | + 1 min 31 s    |
| 11.º | Walter Calzoni           | Q36.5 Pro Cycling Team   | + 1 min 33 s    |
| 12.º | José Manuel Díaz Gallego | Burgos-BH                | + 1 min 34 s    |
| 13.º | Matteo Trentin           | UAE Team Emirates        | + 1 min 56 s    |
| 14.º | Mads Würtz               | Israel-Premier Tech      | + 1 min 56 s    |
| 15.º | Pascal Eenkhoorn         | Lotto Dstny              | + 1 min 56 s    |

## UCI World Ranking
La Clásica de Jaén Paraíso Interior otorgó puntos para el UCI World Ranking para corredores de los equipos en las categorías UCI WorldTeam, UCI ProTeam y Continental. Las siguientes tablas son el baremo de puntuación y los diez corredores que obtuvieron más puntos:
| Posición              | 1.º | 2.º | 3.º | 4.º | 5.º | 6.º | 7.º | 8.º | 9.º | 10.º | 11.º | 12.º | 13.º-15.º | 16.º-25.º |
| Clasificación general | 125 | 85  | 70  | 60  | 50  | 40  | 35  | 30  | 25  | 20   | 15   | 10   | 5         | 3         |

| Clasificación |                  |                          |        |
| Posición      | Ciclista         | Equipo                   | Puntos |
| ------------- | ---------------- | ------------------------ | ------ |
| 1.º           | Tadej Pogačar    | UAE Emirates             | 125    |
| 2.º           | Ben Turner       | INEOS Grenadiers         | 85     |
| 3.º           | Tim Wellens      | UAE Emirates             | 70     |
| 4.º           | Marc Hirschi     | UAE Emirates             | 60     |
| 5.º           | Andreas Kron     | Lotto Dstny              | 50     |
| 6.º           | Ben Tulett       | INEOS Grenadiers         | 40     |
| 7.º           | Lorenzo Rota     | Intermarché-Circus-Wanty | 35     |
| 8.º           | Georg Zimmermann | Intermarché-Circus-Wanty | 30     |
| 9.º           | Warren Barguil   | Arkéa Samsic             | 25     |
| 10.º          | Gorka Izagirre   | Movistar                 | 20     |